# 民主联合政府
民主联合政府是中国共产党倡议中共与各民主党派合作共同创立的民主政权，以抗击中国国民党统治，是中共大致取得中国政权后到中华人民共和国正式诞生间短暂的过渡时期。1948年4月30日，中共中央发布《纪念五一劳动节口号》，提出“各民主党派、各人民团体及社会贤达，迅速召开政治协商会议，讨论并实现召集人民代表大会，成立民主联合政府”。

## 倡议
中国共产党1945年后在未与国民党分裂时曾倡议与国民党及其各党派创立联合政府。但因后来国共内战而搁置。随着战争的胜利，召开没有国民党参加的新的政治协商会议，迅速地变成实际行动。
据不完全统计，从1948年9月至1949年3月，大批民主党派领导人从香港转移到东北或其他解放区，其中包括沈钧儒、谭平山、蔡廷锴、章伯钧、郭沫若、马叙伦、李济深、黄炎培等。1949年1月，李济深、沈钧儒、马叙伦、郭沫若、谭平山联名发表《对时局的意见》，公开表示“愿在中共领导下，献其绵薄，共策进行，以期中国人民民主革命之迅速成功，独立、自由、和平、幸福的新中国之早日实现”。

## 傅作义起义，北平和平解放
在中国人民解放军逼近北京城时，为保全古城不被破坏，加之国军当时以难以抵抗解放军，为保全，傅作义向中共表示和平转交北平政权，北平和平解放，中共入住北平。

## 政协的召开
1949年6月，新政治协商会议筹备会第一次会议召开。参加会议的有中国共产党和各民主党派等共计23个单位的134人，正式成立了以毛泽东为首的“新政治协商会议筹备会”。9月17日，新政协筹备会召开第二次全体会议。会议一致通过将“新政治协商会议”改称为“中国人民政治协商会议”，并通过了《中国人民政治协商会议组织法》草案、《中华人民共和国中央人民政府组织法》草案和《中国人民政治协商会议共同纲领》草案等文件。
中共在大体取得中国政权后，开始着手联合各党派商议联合政府，1949年9月，第一届中国人民政治协商会议在北平举行，这次会议通过了《中国人民政治协商会议共同纲领》，选举出中华人民共和国中央人民政府委员会。随后为即将诞生的中华人民共和国确定了国旗，国歌，和政治纲领等等。
联合政府为中华人民共和国正式诞生前的短暂过渡，毛泽东此时开始称新诞生的中国政权为中华人民民主共和国、新中国。新中国的称号也一直用于1949年10月后诞生的中华人民共和国。

## 参与的民主党派及人民团体
1949年9月21日至30日，中国人民政治协商会议第一届全体会议在北平召开。与会单位分为党派、区域、军队、团体、特邀五类。在14个党派单位中，除中国共产党和中国新民主主义青年团外，还有中国国民党革命委员会（简称“民革”，由原中国国民党民主派和其他人士所创建）、中国民主同盟（民盟）、中国民主促进会（民进）、中国致公党、中国农工民主党（第三党）、中国人民救国会、中国国民党民主促进会、三民主义同志联合会、中国民主建国会（民建）、九三学社、台湾民主自治同盟（台盟）等11个党派，无党派人士也作为一派别位列其中。
在中国人民政治协商会议第一届全体会议上，宋庆龄发言说：“我们达到今天的历史地位，是由于中国共产党的领导。这是唯一拥有人民大众力量的政党。孙中山先生的民族、民权、民生三大主义的胜利实现，因此得到了最可靠的保证。”